# Жовтозілля гайове
{{#ifeq:0|0|{{#if:Senecio nemorensis|{{#if:|[[]}}|[[]]}}}}
Жовтозілля гайове (Senecio nemorensis) — вид квіткових рослин з родини айстрових (Asteraceae).

## Біоморфологічна характеристика
Трав'яниста кореневищна багаторічна рослина зі стеблами 50–100 см заввишки, голі чи слабопавунисті, часто щільніше згорнуті; стебла розгалужені під суцвіттям. Листки від яйцеподібних до еліптичних, зубчасті з увігнутими зовнішніми краями зубців, зверху голі, знизу іноді запушені; нижні — на ніжках; верхні — сидячі. Прикореневі та нижні стеблові листки в'януть від зацвітання; серединні стеблові листки численні, 10–18 × 2.5–4 см. Квіткова голова 1.5–2.5 см завширшки, багато в складних щитках. Листочки обгортки завдовжки 5–7 мм, яйцювато-ланцетні, загострені, голі чи слабоволосисті. Чашечкові приквітки 8–10 мм, лінійні, часто перевищують обгортку. Язичкових квіточок 8–10, 8–13 мм, жовті. Дискових квіточок 15 або 16, жовті. Сім'янка циліндрична, 3–5 мм, гола. Папус 7–9 мм, білий. 2n = 40.

## Поширення
Вид росте в Євразії: Австрія, Ліхтенштейн, Болгарія, Китай, Чехія, Словаччина, Росія, Німеччина, Греція, Угорщина, Італія, Японія, Казахстан, Киргизстан, Корея, Монголія, Північний Кавказ, Польща, Румунія, Тайвань, Південний Кавказ, Туреччина, Україна, В'єтнам, Боснія і Герцеговина, Чорногорія, Хорватія, Македонія, Словенія, Сербія.
Населяє відкриті місця в лісах, на луках, узбережжях річок.

## Галерея

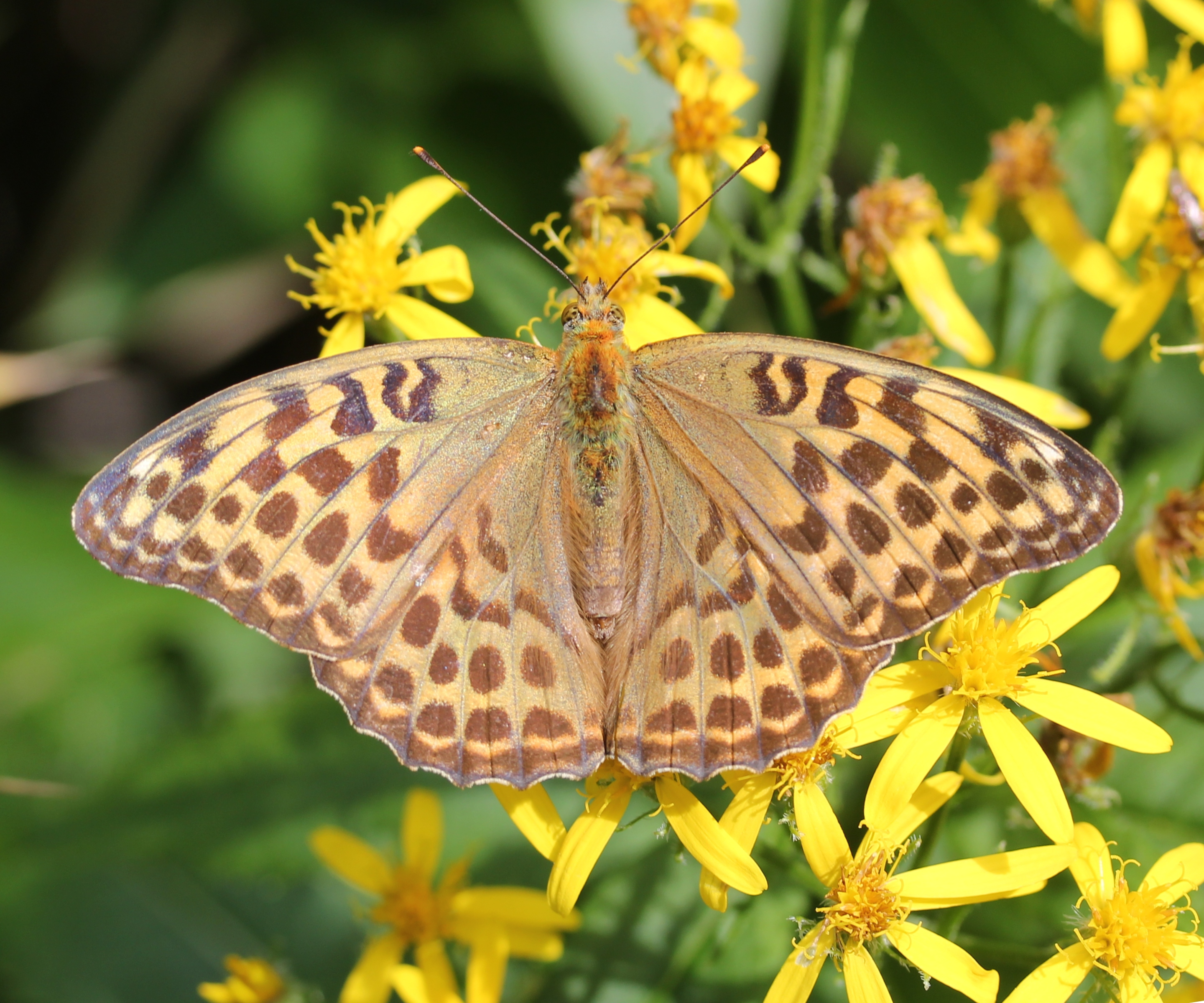
Senecio nemorensis + Argynnis paphia
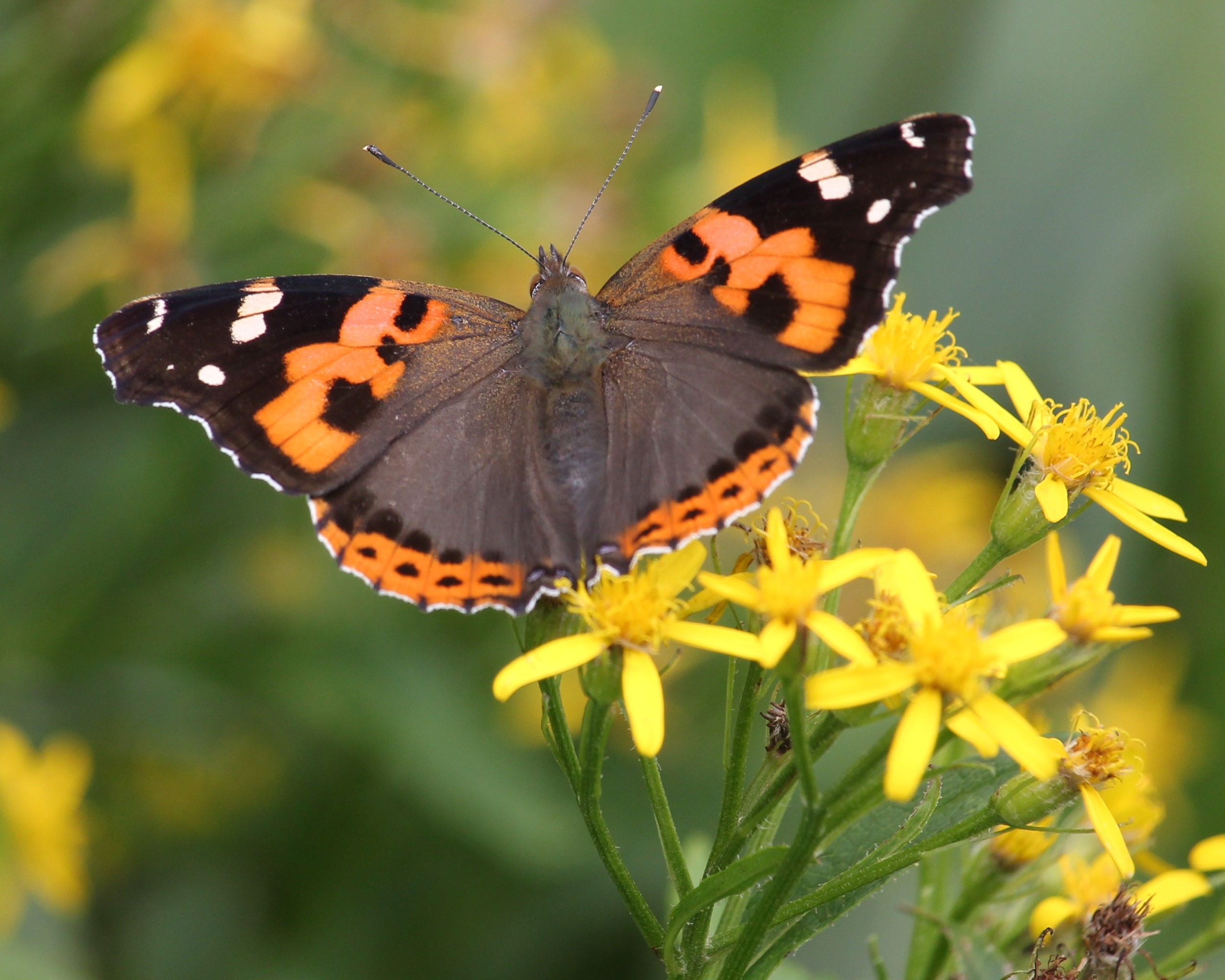
Senecio nemorensis + Vanessa indica
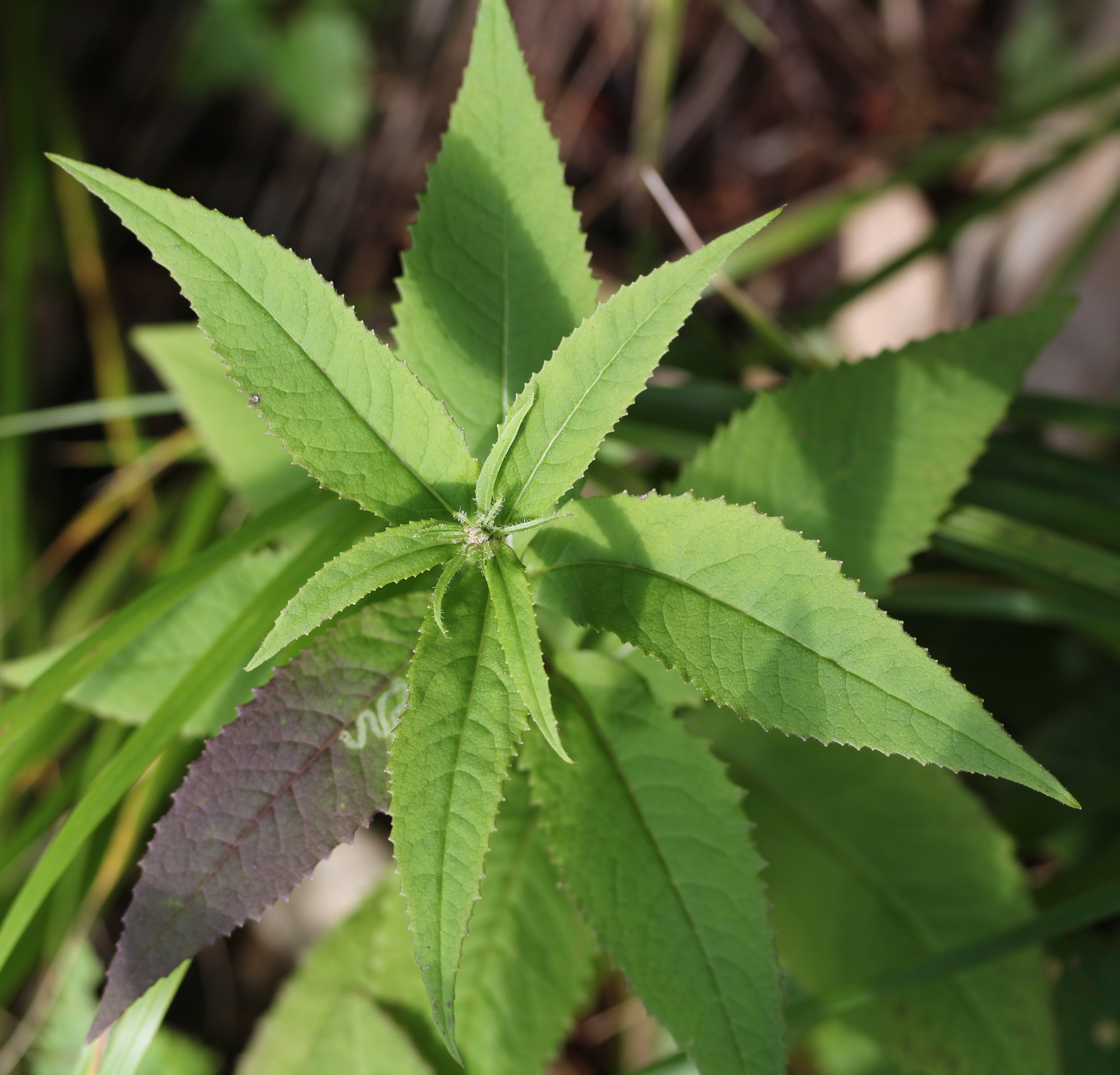
Листки
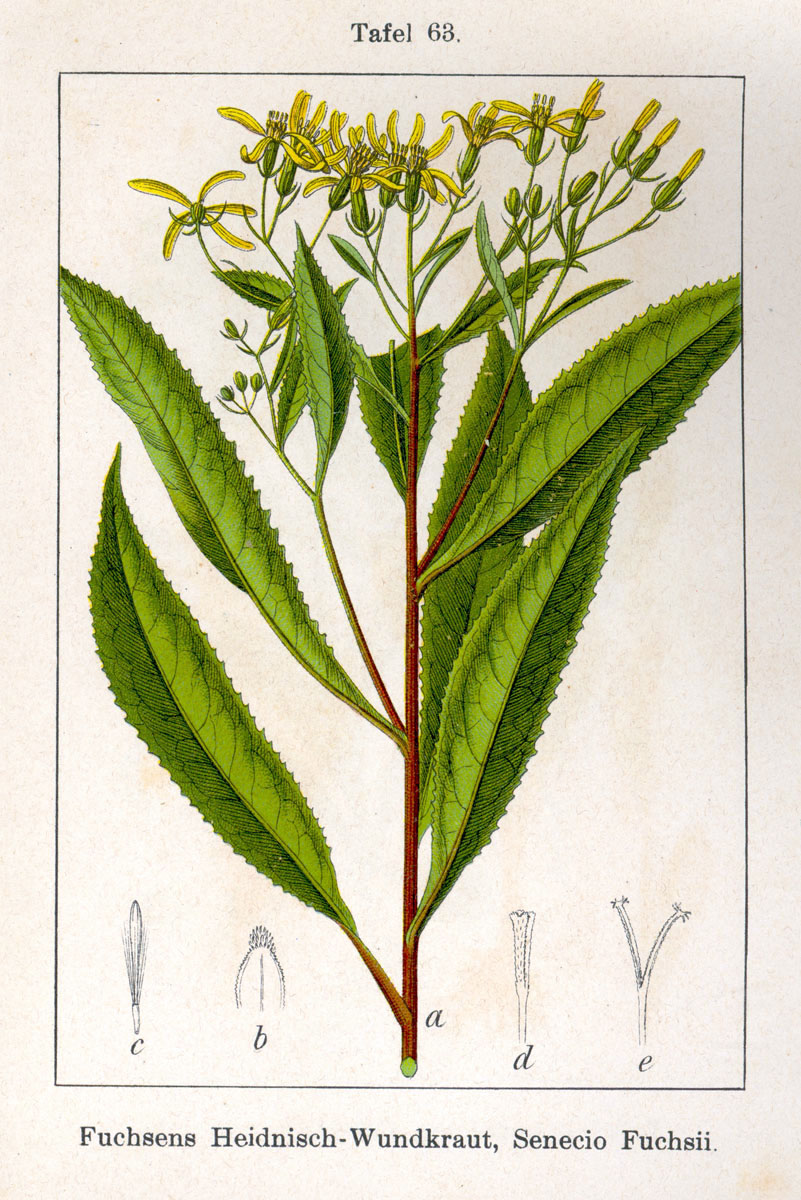
Ілюстрація